# Acacia auronitens
Acacia auronitens är en ärtväxtart som beskrevs av John Lindley. Acacia auronitens ingår i släktet akacior, och familjen ärtväxter. Inga underarter finns listade i Catalogue of Life.